# Saint-Cernin-de-Larche
Pour les articles homonymes, voir Saint-Cernin et Larche.
Saint-Cernin-de-Larche est une commune française située dans le département de la Corrèze, en région Nouvelle-Aquitaine.

## Géographie

### Généralités

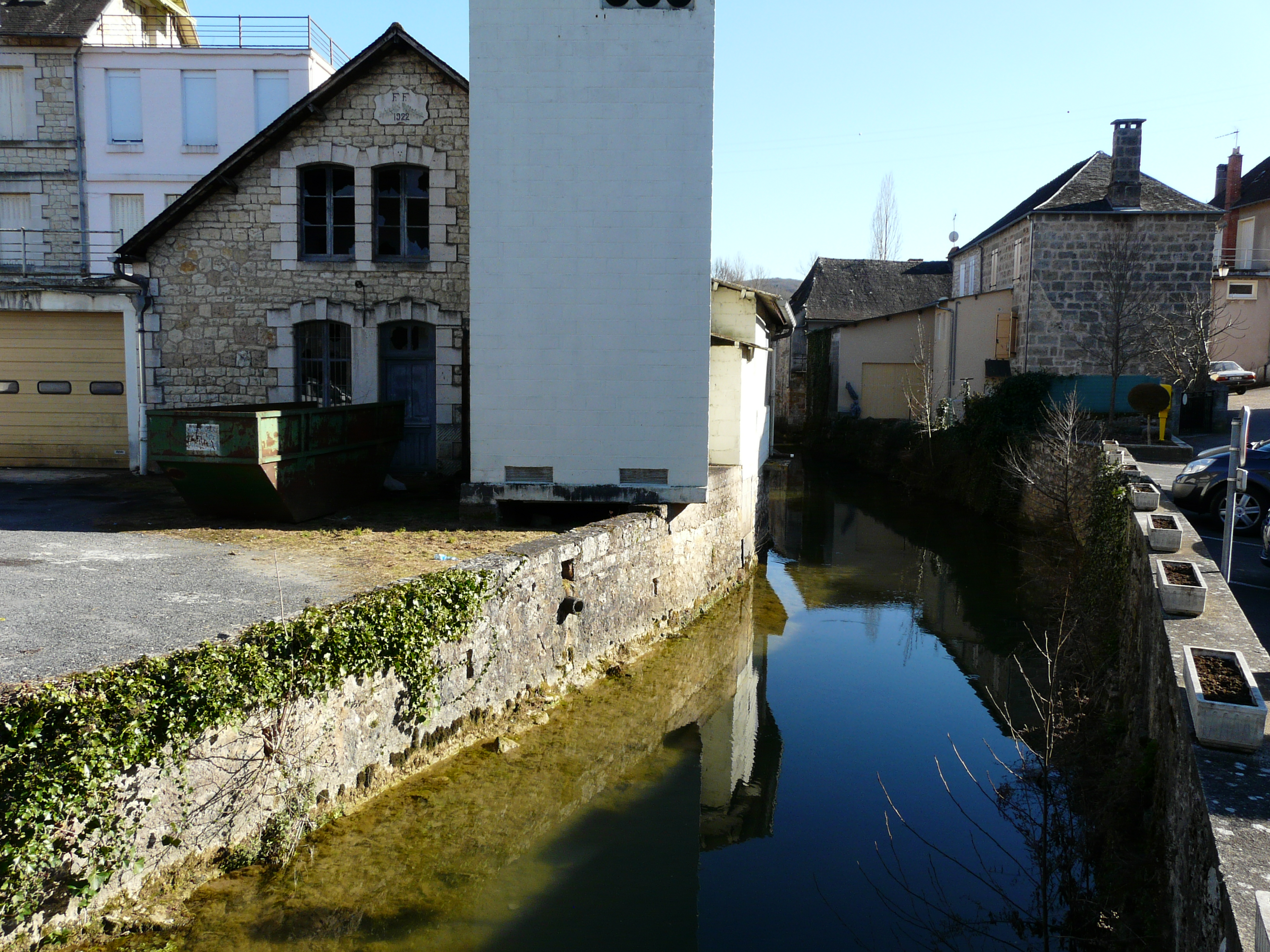
La Couze dans sa traversée du village de Saint-Cernin-de-Larche.

Saint-Cernin-de-Larche est une commune du Sud-Ouest de la Corrèze, limitrophe du département de la Dordogne. Elle est arrosée par la Couze, un affluent de la Vézère.

### Communes limitrophes
Saint-Cernin-de-Larche est limitrophe avec cinq autres communes, dont une dans le département de la Dordogne. Au nord-ouest, son territoire est distant de moins de 350 mètres de celui de La Feuillade.
|                                     | Larche                 | Lissac-sur-Couze |
| Les Coteaux Périgourdins (Dordogne) | Saint-Cernin-de-Larche |                  |
|                                     | Chartrier-Ferrière     | Chasteaux        |

### Climat
Pour des articles plus généraux, voir Climat de la Nouvelle-Aquitaine et Climat de la Corrèze.
Historiquement, la commune est exposée à un climat océanique aquitain.  
En 2020, Météo-France publie une typologie des climats de la France métropolitaine dans laquelle la commune est exposée à un climat océanique altéré et est dans la région climatique  Ouest et nord-ouest du Massif Central, caractérisée par une pluviométrie annuelle de 900 à 1 500 mm, maximale en automne et en hiver.
Pour la période 1971-2000, la température annuelle moyenne est de 12,4 °C, avec  une amplitude thermique annuelle de 15,5 °C. Le cumul annuel moyen de précipitations est de 896 mm, avec 12,7 jours de précipitations en janvier et 7,2 jours en juillet. Pour la période 1991-2020, la température moyenne annuelle observée sur la station météorologique la plus proche, située sur la commune de Nespouls à 9 km à vol d'oiseau, est de 12,6 °C et le cumul annuel moyen de précipitations est de 836,4 mm,. Pour l'avenir, les paramètres climatiques de la commune estimés pour 2050 selon différents scénarios d’émission de gaz à effet de serre sont consultables sur un site dédié publié par Météo-France en novembre 2022.

## Urbanisme

### Typologie
Au 1er janvier 2024, Saint-Cernin-de-Larche est catégorisée commune rurale à habitat dispersé, selon la nouvelle grille communale de densité à 7 niveaux définie par l'Insee en 2022.
Elle appartient à l'unité urbaine de Brive-la-Gaillarde, une agglomération inter-départementale dont elle est une commune de la banlieue,. Par ailleurs la commune fait partie de l'aire d'attraction de Brive-la-Gaillarde, dont elle est une commune de la couronne,. Cette aire, qui regroupe 80 communes, est catégorisée dans les aires de 50 000 à moins de 200 000 habitants,.

### Occupation des sols
L'occupation des sols de la commune, telle qu'elle ressort de la base de données européenne d’occupation biophysique des sols Corine Land Cover (CLC), est marquée par l'importance des forêts et milieux semi-naturels (55,6 % en 2018), en augmentation par rapport à 1990 (53,1 %). La répartition détaillée en 2018 est la suivante : 
forêts (50,9 %), prairies (25,4 %), zones agricoles hétérogènes (16 %), milieux à végétation arbustive et/ou herbacée (4,7 %), zones urbanisées (2,9 %), eaux continentales (0,1 %).
L'évolution de l’occupation des sols de la commune et de ses infrastructures peut être observée sur les différentes représentations cartographiques du territoire : la carte de Cassini (XVIIIe siècle), la carte d'état-major (1820-1866) et les cartes ou photos aériennes de l'IGN pour la période actuelle (1950 à aujourd'hui).

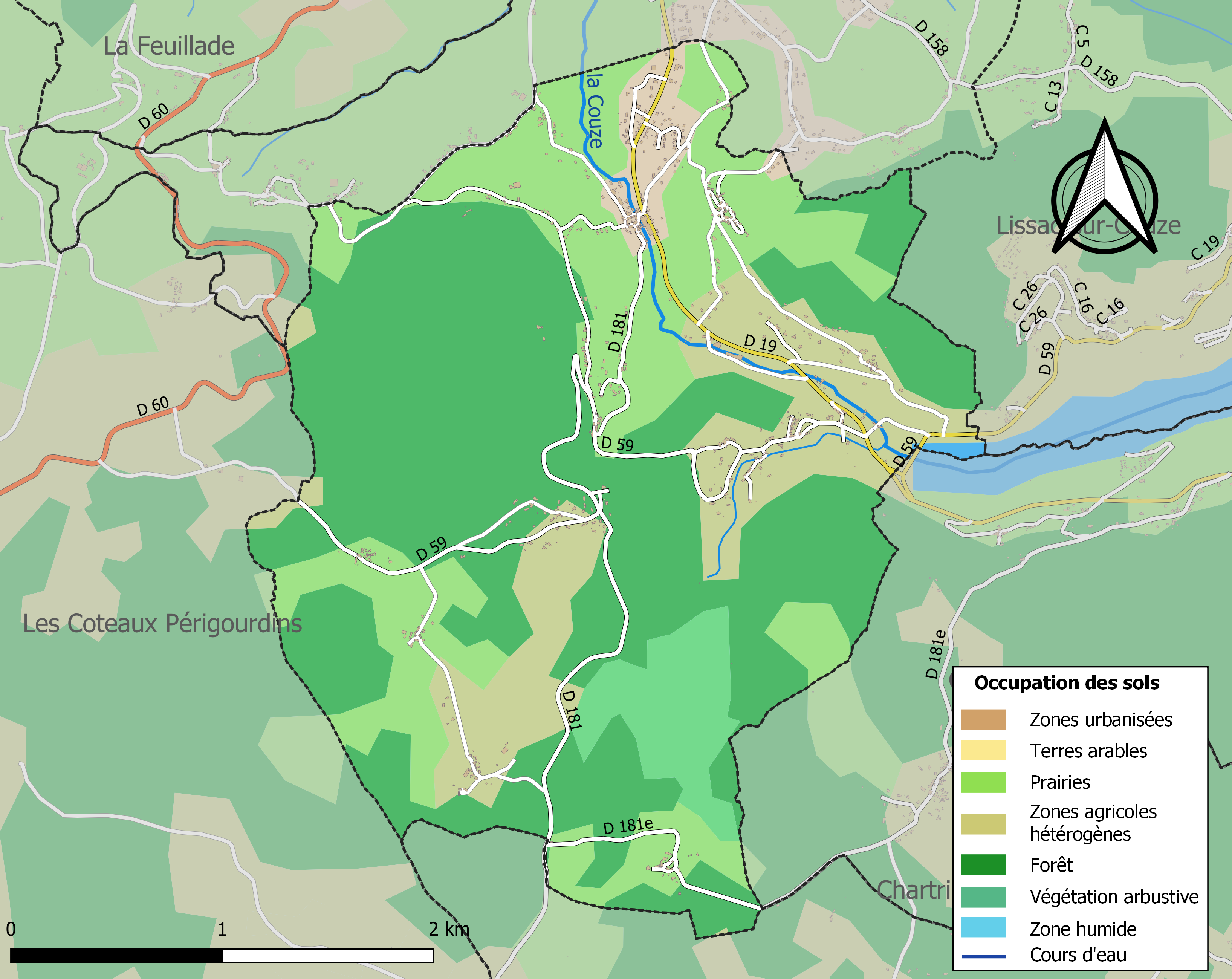
Carte des infrastructures et de l'occupation des sols de la commune en 2018 (CLC).

### Risques majeurs
Le territoire de la commune de Saint-Cernin-de-Larche est vulnérable à différents aléas naturels : météorologiques (tempête, orage, neige, grand froid, canicule ou sécheresse), inondations, feux de forêts, mouvements de terrains et séisme (sismicité très faible). Il est également exposé à un risque particulier : le risque de radon. Un site publié par le BRGM permet d'évaluer simplement et rapidement les risques d'un bien localisé soit par son adresse soit par le numéro de sa parcelle.

#### Risques naturels
Certaines parties du territoire communal sont susceptibles d’être affectées par le risque d’inondation par débordement de cours d'eau, notamment la Couze. La commune a été reconnue en état de catastrophe naturelle au titre des dommages causés par les inondations et coulées de boue survenues en 1982, 1996, 1999 et 2001,. Le risque inondation est pris en compte dans l'aménagement du territoire de la commune par le biais du plan de prévention des risques (PPR) inondation « Vézère », approuvé le 29 août 2002. 

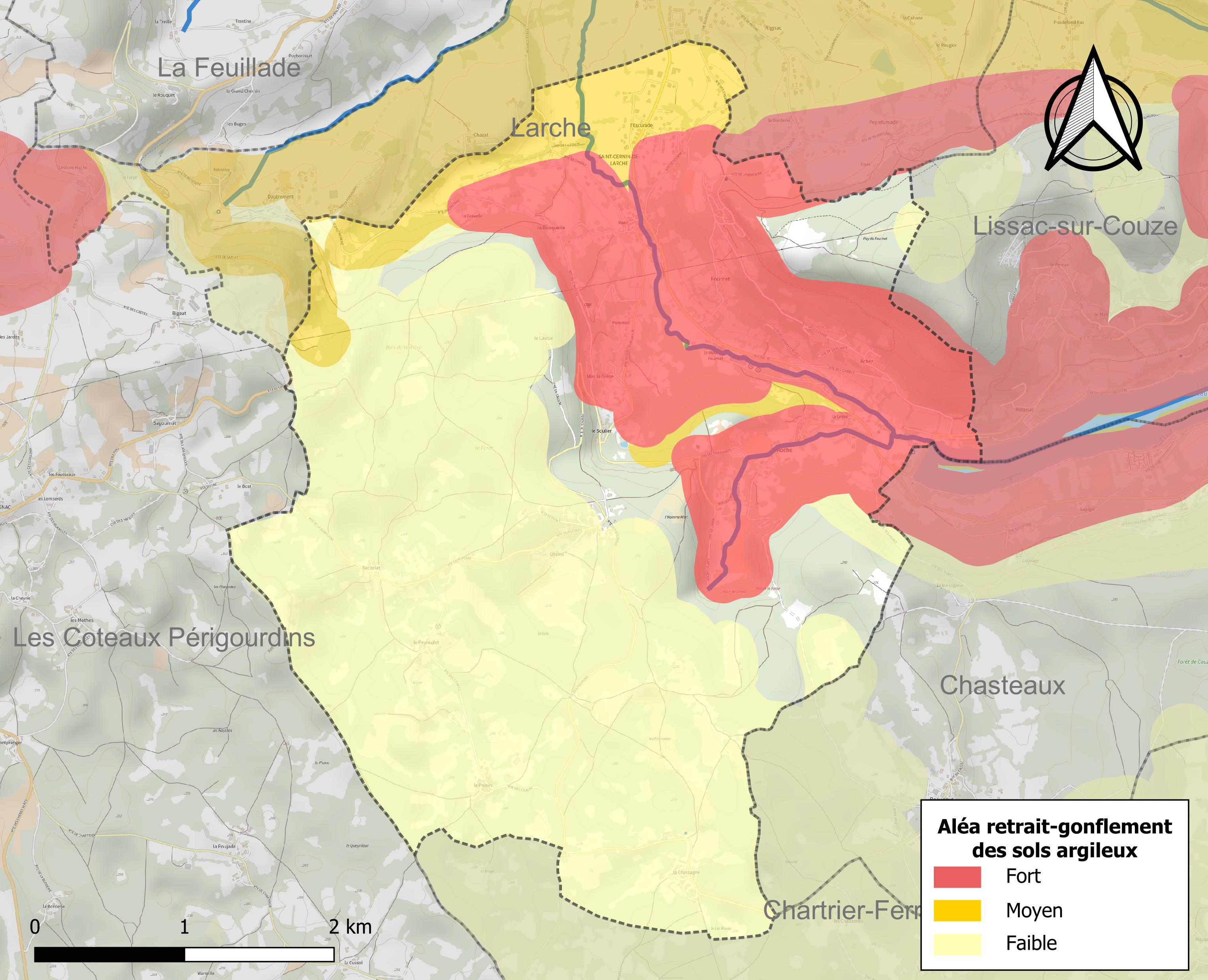
Carte des zones d'aléa retrait-gonflement des sols argileux de Saint-Cernin-de-Larche.

La commune est vulnérable au risque de mouvements de terrains constitué principalement du retrait-gonflement des sols argileux. Cet aléa est susceptible d'engendrer des dommages importants aux bâtiments en cas d’alternance de périodes de sécheresse et de pluie. 35,3 % de la superficie communale est en aléa moyen ou fort (26,8 % au niveau départemental et 48,5 % au niveau national). Sur les 307 bâtiments dénombrés sur la commune en 2019,  232 sont en aléa moyen ou fort, soit 76 %, à comparer aux 36 % au niveau départemental et 54 % au niveau national. Une cartographie de l'exposition du territoire national au retrait gonflement des sols argileux est disponible sur le site du BRGM,.
Concernant les feux de forêt, aucun plan de prévention des risques incendie de forêt (PPRIF) n’a été établi en Corrèze, néanmoins le code de l’urbanisme impose la prise en compte des risques dans les documents d’urbanisme. Le périmètre des servitudes d'utilité publique et des zones d'obligation légale de débroussaillement pour les particuliers est quant à lui défini pour la commune dans une carte dédiée. 
Concernant les mouvements de terrains, la commune a été reconnue en état de catastrophe naturelle au titre des dommages causés par la sécheresse en 2015 et 2018, par des mouvements de terrain en 1998 et 1999 et par des glissements de terrain en 1994.

#### Risque particulier
Dans plusieurs parties du territoire national, le radon, accumulé dans certains logements ou autres locaux, peut constituer une source significative d’exposition de la population aux rayonnements ionisants. Certaines communes du département sont concernées par le risque radon à un niveau plus ou moins élevé. Selon la classification de 2018, la commune de Saint-Cernin-de-Larche est classée en zone 3, à savoir zone à potentiel radon significatif. 

## Histoire
Saint-Cernin-de-Larche (anciennement écrit Saint-Sernin-de-Larche) était une possession de la vicomté de Turenne, comme le rappelle le franc-canton aux armes de Turenne figurant sur le blason de la commune.
Sous la Révolution, pour suivre un décret de la Convention, la commune change de nom pour L'Union.

## Politique et administration

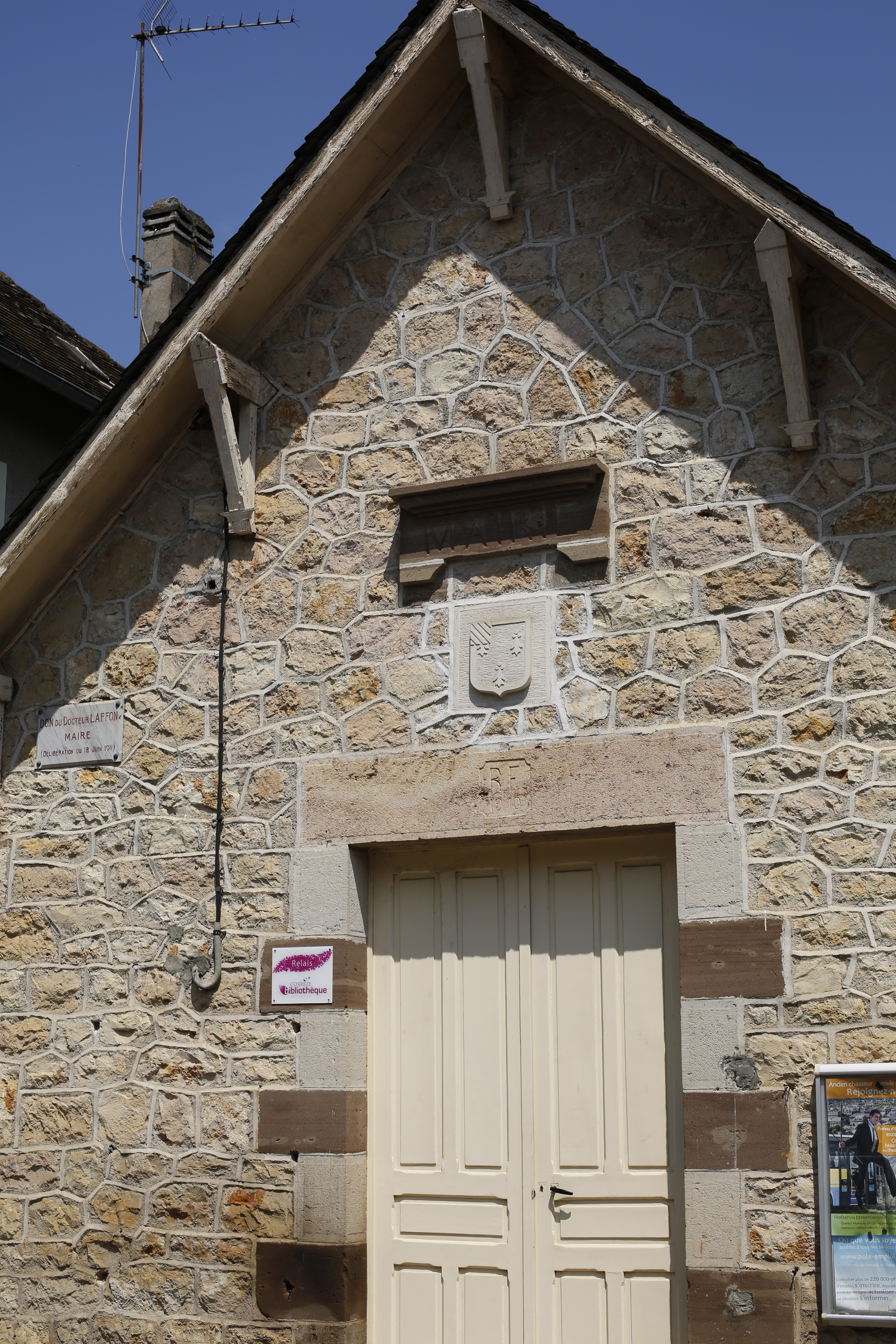
La mairie, « don du docteur Laffon ».

| Période   | Période   | Identité                              | Étiquette | Qualité                     |
| --------- | --------- | ------------------------------------- | --------- | --------------------------- |
| 1790      | 1793      | Jean Juge de Lafferrière              |           |                             |
| 1793      | 1795      | Jean Coudert                          |           |                             |
| 1795      | 1800      | Jean Laroche                          |           |                             |
| 1800      | 1801      | Jean Juge de Lafferrière              |           |                             |
| 1801      | 1804      | François Marcelin Juge de Lafferrière |           |                             |
| 1804      | 1808      | Jean Baptiste Laroche                 |           |                             |
| 1808      | 1817      | François Marcelin Juge de Lafferrière |           |                             |
| 1817      | 1821      | Pierre Goursat                        |           |                             |
| 1821      | 1824      | François Marcelin Juge de Lafferrière |           |                             |
| 1824      | 1837      | Léonard Juge de Lafferrière           |           |                             |
| 1837      | 1846      | Pierre Chauviniat                     |           | Avocat                      |
| 1846      | 1848      | Joseph Jaubertie                      |           |                             |
| 1848      | 1879      | Jean Victor Laffon                    |           | Médecin                     |
| 1879      | 1881      | François Gourdal                      |           |                             |
| 1881      | 1884      | Jean Victor Laffon                    |           | Médecin                     |
| 1884      | 1888      | René Marchant                         |           |                             |
| 1888      | 1904      | François Gourdal                      |           |                             |
| 1904      | 1936      | Jean Élie Raoul Laffon                |           | Médecin - Historien local   |
| 1936      | 1968      | Jean Faure                            |           | Chef d'entreprise           |
| 1968      | 1983      | Jean Gourdal                          |           | Cultivateur                 |
| 1983      | mars 2001 | Maurice Girodole                      |           | Instituteur                 |
| mars 2001 | mars 2014 | Gérard Eymard                         |           | Instituteur                 |
| mars 2014 | En cours  | Sylvie Lorenzon                       |           | Retraitée de l'enseignement |

## Démographie
L'évolution du nombre d'habitants est connue à travers les recensements de la population effectués dans la commune depuis 1793. Pour les communes de moins de 10 000 habitants, une enquête de recensement portant sur toute la population est réalisée tous les cinq ans, les populations de référence des années intermédiaires étant quant à elles estimées par interpolation ou extrapolation. Pour la commune, le premier recensement exhaustif entrant dans le cadre du nouveau dispositif a été réalisé en 2007.

En 2022, la commune comptait 678 habitants, en évolution de +3,51 % par rapport à 2016 (Corrèze : −0,59 %, France hors Mayotte : +2,11 %).
| 1793 | 1800 | 1806 | 1821 | 1831 | 1836 | 1841 | 1846 | 1851 |
| ---- | ---- | ---- | ---- | ---- | ---- | ---- | ---- | ---- |
| 609  | 585  | 681  | 588  | 602  | 622  | 590  | 630  | 643  |

| 1856 | 1861 | 1866 | 1872 | 1876 | 1881 | 1886 | 1891 | 1896 |
| ---- | ---- | ---- | ---- | ---- | ---- | ---- | ---- | ---- |
| 622  | 589  | 566  | 551  | 550  | 541  | 530  | 513  | 514  |

| 1901 | 1906 | 1911 | 1921 | 1926 | 1931 | 1936 | 1946 | 1954 |
| ---- | ---- | ---- | ---- | ---- | ---- | ---- | ---- | ---- |
| 446  | 448  | 421  | 324  | 365  | 346  | 366  | 337  | 300  |

| 1962 | 1968 | 1975 | 1982 | 1990 | 1999 | 2006 | 2007 | 2012 |
| ---- | ---- | ---- | ---- | ---- | ---- | ---- | ---- | ---- |
| 309  | 309  | 297  | 319  | 425  | 456  | 546  | 558  | 633  |

| 2017 | 2022 | - | - | - | - | - | - | - |
| ---- | ---- | - | - | - | - | - | - | - |
| 648  | 678  | - | - | - | - | - | - | - |

## Culture locale et patrimoine

### Lieux et monuments

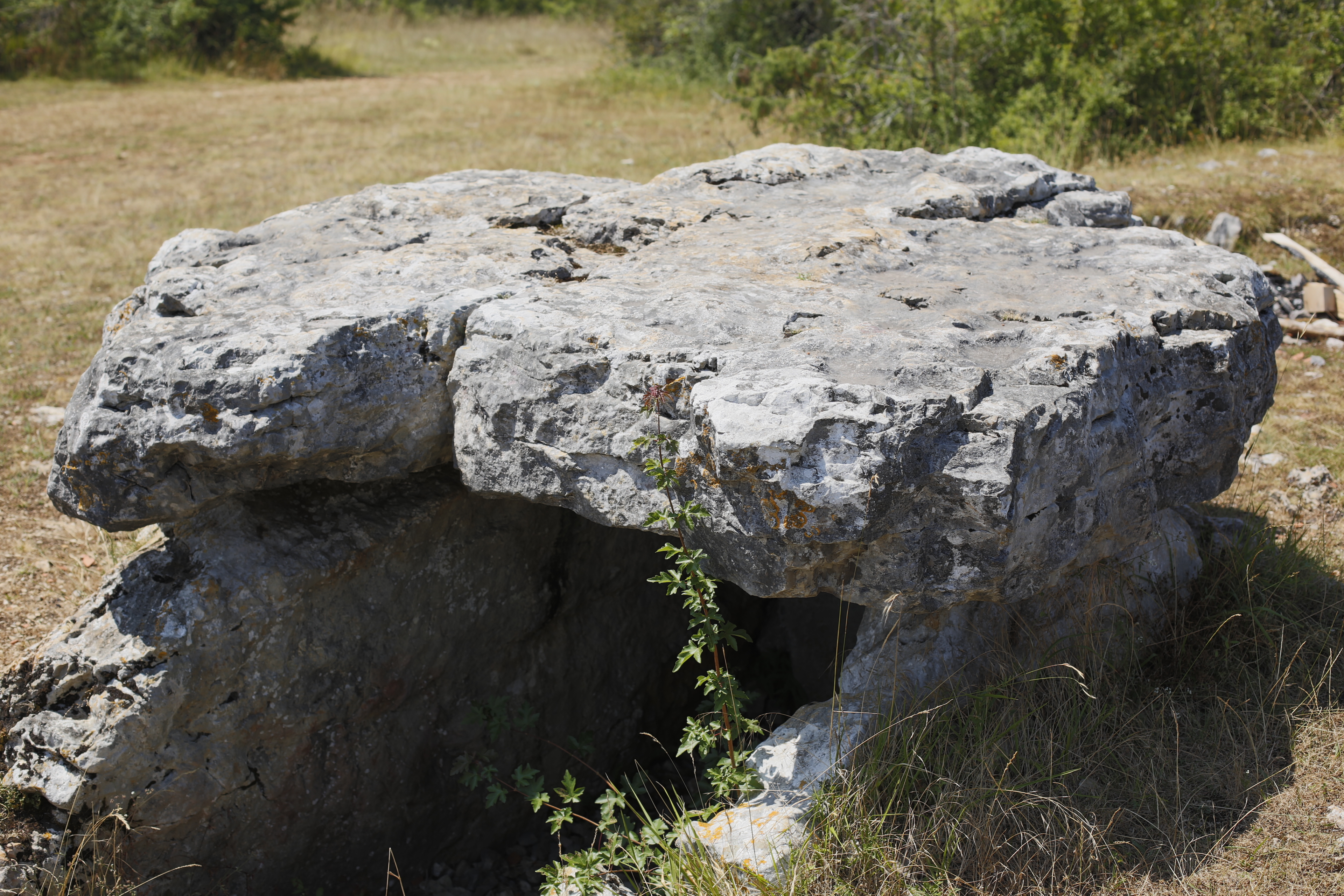
Dolmen de la Palein.
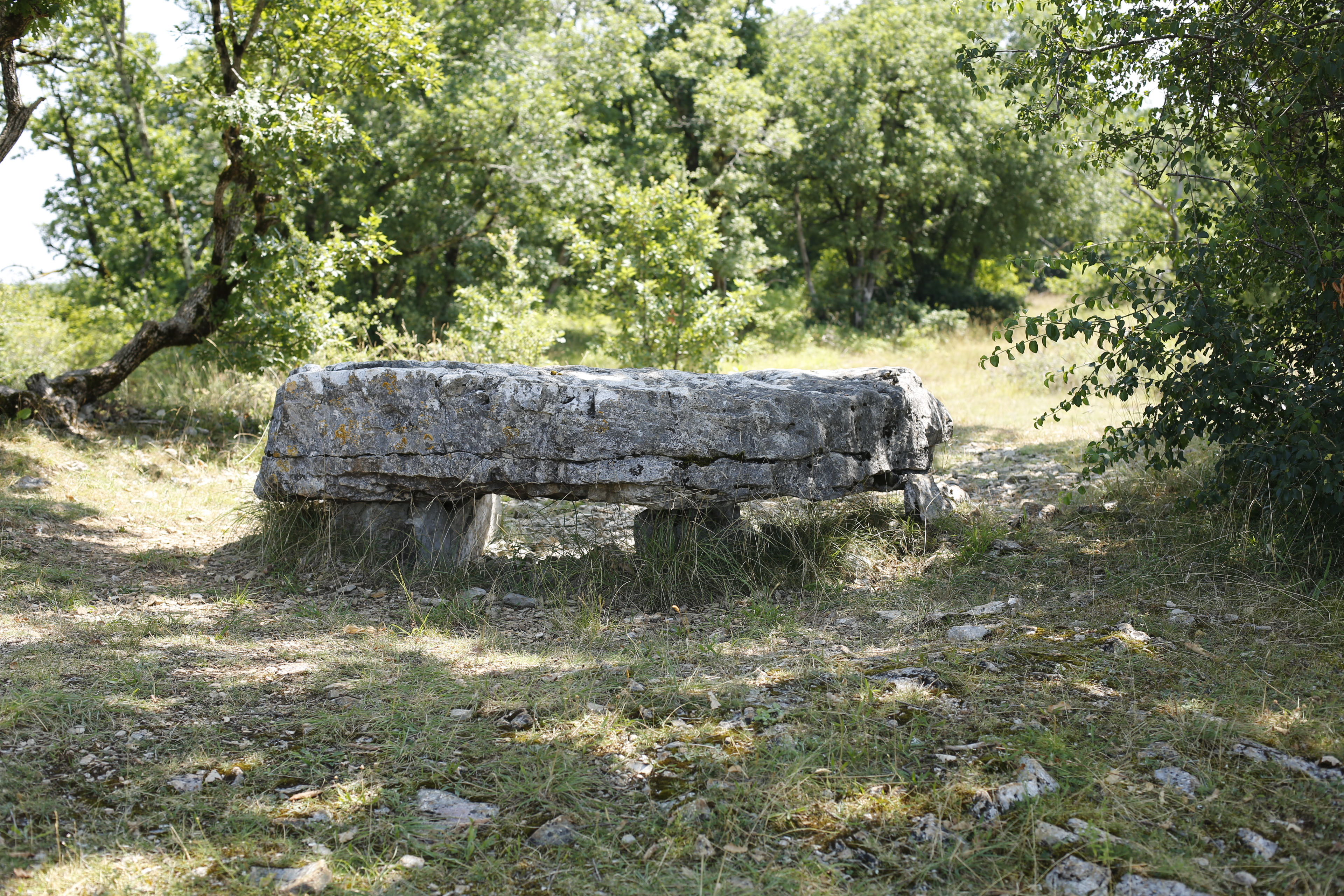
Dolmen de la Chassagne.
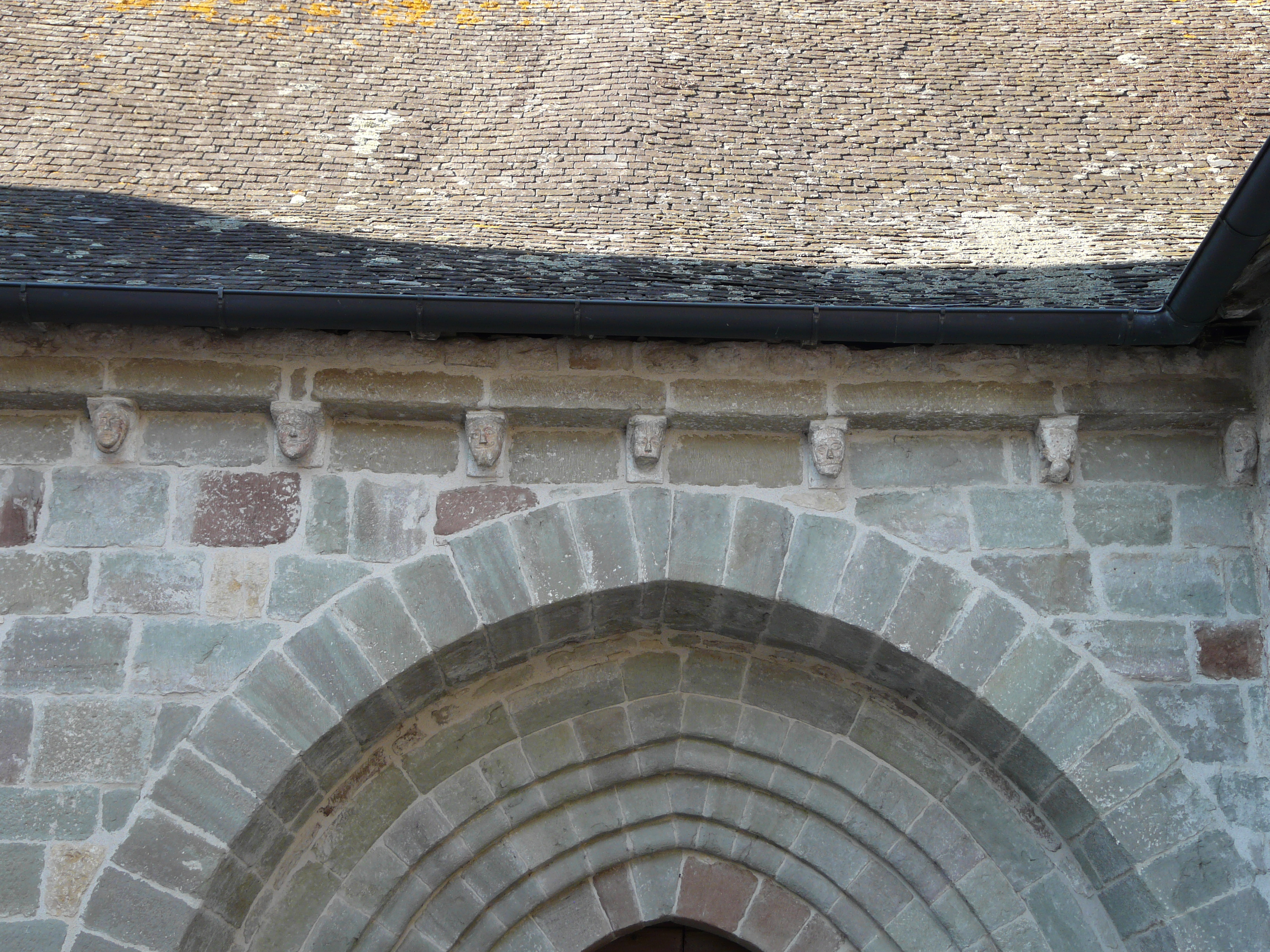
Les modillons du portail de l'église.

- Château Pommier.
- Le dolmen de la Palein est un site archéologique classé au titre des monuments historiques depuis 1910[27].
- Le dolmen de la Chassagne est un autre site archéologique inscrit au titre des monuments historiques depuis 1988[28].
- L'église Saint-Saturnin des XIIe et XIVe siècles et dédiée à saint Saturnin, elle est inscrite au titre des monuments historiques depuis 1926[29].

### Héraldique
| Armes de Saint-Cernin-de-Larche | Les armes de Saint-Cernin-de-Larche se blasonnent ainsi : D'argent à trois mouchetures d'hermine de sable, au franc-canton coticé d'or et de gueules de douze pièces. |